# Partido judicial de Reus
El Partido judicial de  Reus  es uno de los 49 partidos judiciales en los que se divide la Comunidad Autónoma de Cataluña, siendo el partido judicial n.º 2  de la provincia de Tarragona.
El ámbito territorial, que viene regulado por el Real Decreto 529/1983, de 9 de marzo, comprende los municipios de:
Albiol, Aleixar,Alforja, Almoster, Argentera, Borjas del Campo, Botarell, Cambrils, Capafons, Castellvell, Colldejóu, Dosaiguas,  Febró, La Selva del Campo, Maspujols, Montbrió de Tarragona, Montroig, Prades, Pratdip, Reus, Riudecañas, Riudecols, Riudoms, Vandellós, Vilanova de Escornalbou, Vilaplana y Viñols y Archs.